# Distrito de Huancaray
Distrito de Huancaray es uno de los 20 distritos de la provincia de Andahuaylas  ubicada en el departamento de Apurímac, bajo la administración del Gobierno regional de Apurímac, en el sur del Perú.
Desde el punto de vista jerárquico de la Iglesia católica forma parte de la Diócesis de Abancay la cual, a su vez, pertenece a la Arquidiócesis de Cusco.

## Toponimia
El topónimo se puede dividir en *wanka-ra-y, un híbrido quechua-aimara que significa 'lugar de muchos peñones'. La palabra wanka significa 'peñón' en ambas lenguas. Los sufijos son de procedencia aimara. El primero -ra es un multiplicador, significando 'mucho X'. El segundo, -y, es una quechuización del sufijo aimara -wi, el cual es un ubicador, dando el significado de 'lugar con X'.

## Historia
El distrito fue creado por Ley N.º 9910 del 7 de enero de 1961, en el segundo gobierno de Manuel Prado Ugarteche.

## Población
Según estimaciones del INEI, en el 2020 contaba con 3 846 habitantes. Véase también la página de Facebook.

## Capital
Su capital es el poblado de Huancaray.

## Superficie
El distrito tiene un área de 112,2 km².

## Autoridades

### Municipales
2023 - 2026
ALCALDE : Ing. FROILÁN NAVARRO LOA
- Regidores:

1. Sonia Huamani Alhuay
2. Edgar Lastrera Ortiz
3. Meri Luz Yupanqui Cardenas
4. Francisco Pardo Navarro
5. Miguel Sauñe Oviedo

- 2019 - 2022[4]
  - Alcalde: Luciano Huaraca Gutiérrez, del Movimiento Regional Llankasun Kuska.
  - Regidores:

  1. Sabino Navarro Flores (Movimiento Regional Llankasun Kuska)
  2. Edith Edda Navarro Flores (Movimiento Regional Llankasun Kuska)
  3. David Ccaccya Navarro (Movimiento Regional Llankasun Kuska)
  4. Lucio Aquilino Romero Venegas (Movimiento Regional Llankasun Kuska)
  5. José Centeno Cevallos (Movimiento Popular Kallpa)

Alcaldes anteriores
- 2011-2014:[5] Eugenio Fausto Quispe Pérez (TUPACH).

## Festividades
Fiesta tradicional.
- Carnaval Huancarino
- Junio, mes JUBILAR 21 de julio Aniversario de Huancaray.
- Mes patrio, 28 y 29 de julio. Gran corrida de toro.
- Niño Jesús de Navidad: 25 de diciembre.

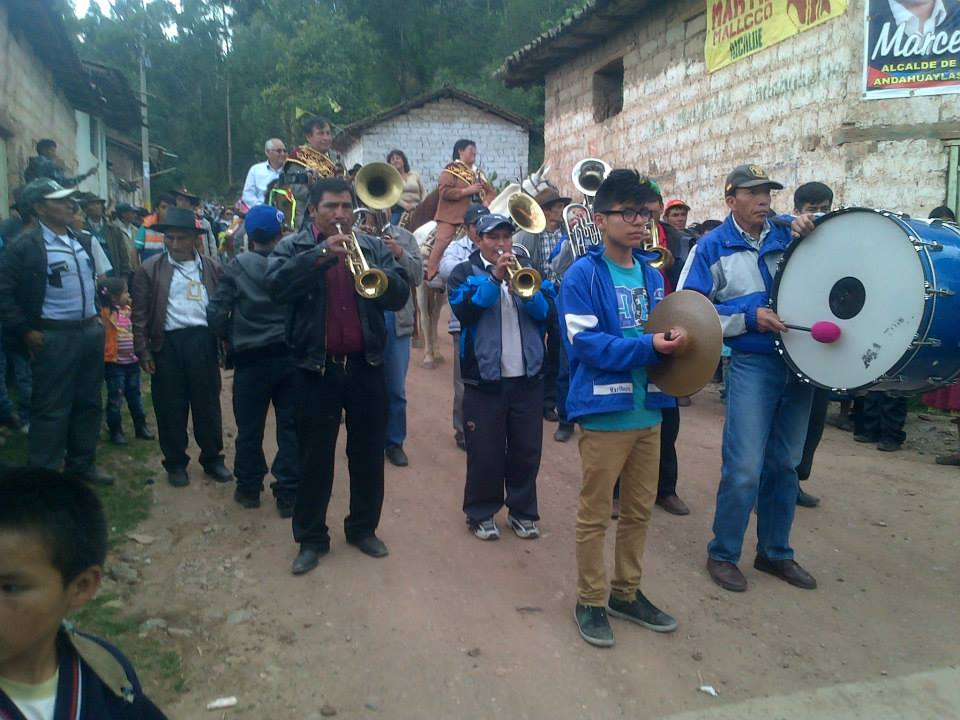
Fiesta Mayor del Patrón Niño Jesus de Navidad... Gran Entrada por Navidad 24 de diciembre... Cargontes 2014 Salustio Juárez y Magdalena Ayquipa.

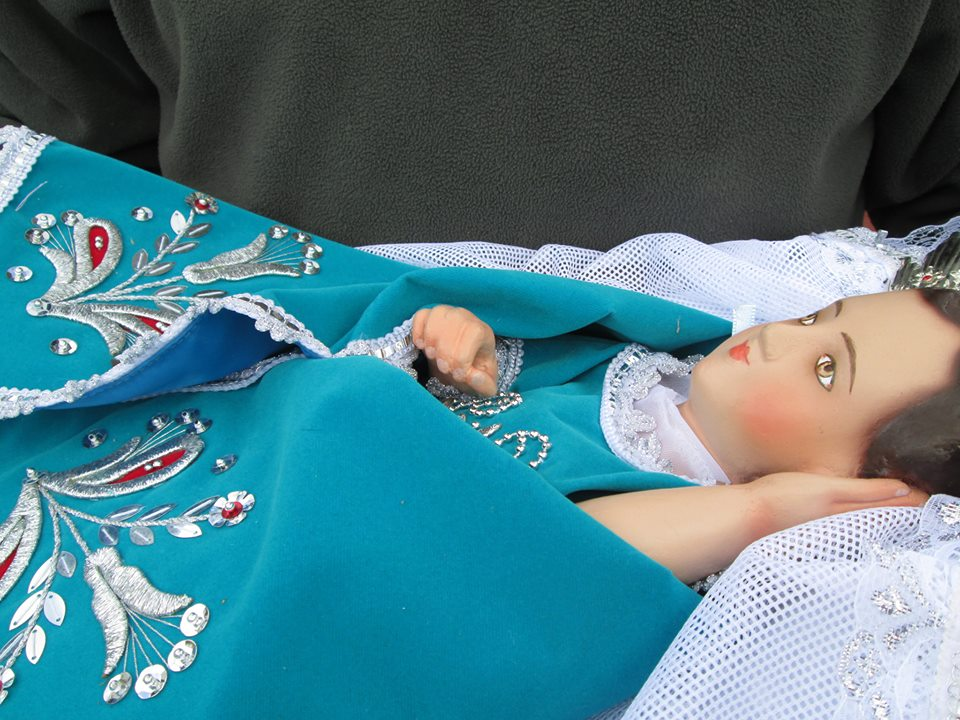
Niño Jesús de Navidad Huancaray 25 de diciembre.rino

- 16 de julio: Virgen del Carmen.
- Fiesta del Taki Unquy.